# Thomas Gsodam
Thomas Gsodam (1972) è un ex sciatore alpino austriaco.

## Biografia
Il primo risultato della carriera di Gsodam fu la medaglia di bronzo vinta nella combinata ai Campionati austriaci 1990; l'anno dopo partecipò ai Mondiali juniores di Geilo/Hemsedal 1991, dove gareggiò in tutte le specialità e ottenne come miglior risultato l'8º posto nella combinata, sua ultimo piazzamento in carriera. Non ottenne piazzamenti in Coppa del Mondo né prese parte a rassegne olimpiche o iridate.

## Palmarès

### Campionati austriaci
- 1 medaglia[1]:
  - 1 bronzo (combinata nel 1990)